# Cristoforo Sorte
Cristoforo Sorte (Verona, 1510 – 1595) è stato un cartografo italiano.
Fu topografo della Serenissima Repubblica di Venezia: si occupò di dirimere contrasti nati in conseguenza di controversie di confine, di regolamentare l'utilizzazione delle acque e di operare bonifiche e prosciugamenti. Questa sua attività è testimoniata da quanto scritto in varie relazioni, tra le quali l'opuscolo Modo di irrigare la Campagna di Verona, risalente al 1593. Nel 1587 fu incaricato di realizzare e dipingere la carta ufficiale dei territori sottoposti alla Serenissima, da porsi in Palazzo Ducale. Alcune delle sue opere sono tra i capolavori della cartografia del XVI secolo.